# قلم‌های گوگل
قلم‌های گوگل (که قبلاً به نام قلم‌های وب گوگل شناخته می‌شد)، کتابخانه‌ای از بیش از ۸۰۰ قلم دارای پروانه آزاد، یک دایرکتوری وب تعاملی برای مرور کتابخانه، و APIها برای استفاده آسان از فونت‌ها از طریق CSS و اندروید است.

## جزئیات
این شاخه در سال ۲۰۱۰ راه‌اندازی شد و در سال‌های ۲۰۱۱ و ۲۰۱۶ نوسازی شد. بسیاری از فونت‌های با پروانه قلم باز SIL ۱٫۱ و برخی از آن‌ها تحت مجوز آپاچی منتشر می‌شوند؛ هر دو مجوز آزاد هستند.
دایرکتوری قلم‌های گوگل به منظرو کشف و استفاده از قلم‌های مختلف مورد استفاده قرار می‌گیرد و با بیش از ۱۷ تریلیون بار بارگیری، یعنی هر کدام از ۸۷۷ قلم آن بیش از ۱۹ بیلیون بار دریافت شده‌اند. یعنی هر فرد در کره زمین به‌طور میانگین هر قلم را ۲ تا ۳ بار بارگیری کرده. قلم‌های محبوب شامل Open Sans, Roboto, LatoSlabo, Oswald و Lobster می‌شوند.